# Aholansaari (ö i Södra Savolax)
Aholansaari är en ö i Finland. Den ligger i sjön Korpijärvi och i kommunen Mäntyharju i den ekonomiska regionen  S:t Michel och landskapet Södra Savolax, i den södra delen av landet, 170 km nordost om huvudstaden Helsingfors. Öns area är 11,4 hektar och dess största längd är 0,5 kilometer i nord-sydlig riktning.